# 拉科瓦妮·康信
拉科瓦妮·康信 （羅馬化：Rakwanee Kamsing，2000年5月27日—），小名Best，為泰國女演員及YouTuber，泰國前奧運金牌拳擊手頌叻·康信之女。

## 個人簡歷

### 早期生活
Best於2000年5月27日出生於泰國曼谷，她是泰國前奧運金牌拳擊手頌叻·康信的女兒。高中畢業於Satriwitthaya 2 School，並在2022年12月於曼谷大學的傳播藝術學院取得學士學位畢業。

### 演藝經歷
2016年，Best參與了泰國妙齡小姐的選美競賽，並進入了前15強。在這之前，Best早在YouTube經營家庭頻道 “Kamsing Family”分享一家生活，有一定名氣。
2022年，Best正式以演員的身分出道，搭檔男星吉查功·甘諾通（Tongtong）主演晚間檔連續劇《心的救援》。

## 影視作品

### 電視劇
| 首播年份 | 戲名             | 戲名   | 播放平台 | 角色   | 備註 |
| 首播年份 | 譯名             | 原文名 | 播放平台 | 角色   | 備註 |
| 2022年   | 《心的救援》     |        | One 31   | Khwan  | 主演 |
| 2023年   | 《渡魂木瓜沙拉》 |        | One 31   | Manao  | 主演 |
| 2024年   | 《女工天使》     |        | One 31   | Phonfa | 主演 |
| 2024年   | 《愛君如象2024》 |        | One 31   |        | 主演 |

### 單元劇
| 首播年份 | 戲名                                    | 戲名   | 播放平台 | 角色                | 備註 |
| 首播年份 | 譯名                                    | 原文名 | 播放平台 | 角色                | 備註 |
| 2024年   | 《Club Friday The Series 16: 一夜足矣》 |        | One 31   | Khwanphon （Khwan） | 主演 |

## 獎項與提名
| 年份   | 組織                | 獎項         | 提名作品／人物 | 結果 | 來源  |
| 2023年 | Maya TV Awards 2023 | 年度女新人   | 拉科瓦妮·康信  | 提名 | [ 3 ] |
| 2024年 | 18th Kazz Awards    | 年度火辣女星 | 拉科瓦妮·康信  | 獲獎 |       |

## 外部連結
- 拉科瓦妮·康信於One 31的簡介 （页面存档备份，存于）（泰文）
- 拉科瓦妮·康信的Instagram帳戶（泰文）
- 拉科瓦妮·康信的官方YouTube頻道 （页面存档备份，存于）（泰文）